# Théologie queer
 (juillet 2024).
La théologie queer est un ensemble divers de manières de penser la religion qui s'appuient sur l'approche philosophique de la théorie queer, construite grâce aux penseurs tel que Marcella Althaus-Reid, Michel Foucault, Gayle Rubin, Eve Kosofsky Sedgwick, et Judith Butler. La théologie queer repose sur le principe que la non-conformité de genre et que le désir queer ont toujours été présents à travers l'Histoire humaine, y compris au sein des traditions religieuses et de leurs textes sacrés tel que les écris juifs et la Bible,. La théologie queer est influencée par plusieurs théologies séparés : la théologie gaie et la théologie lesbienne, la théologie féministe et la théologie de la libération.
Elle a également pour but de s'opposer aux théologies hégémoniques et hétéronormatives, considérant l'homosexualité et la transidentité comme des écarts à la création voire comme péché, mais également s'oppose à toutes les oppressions. 

## Terminologie

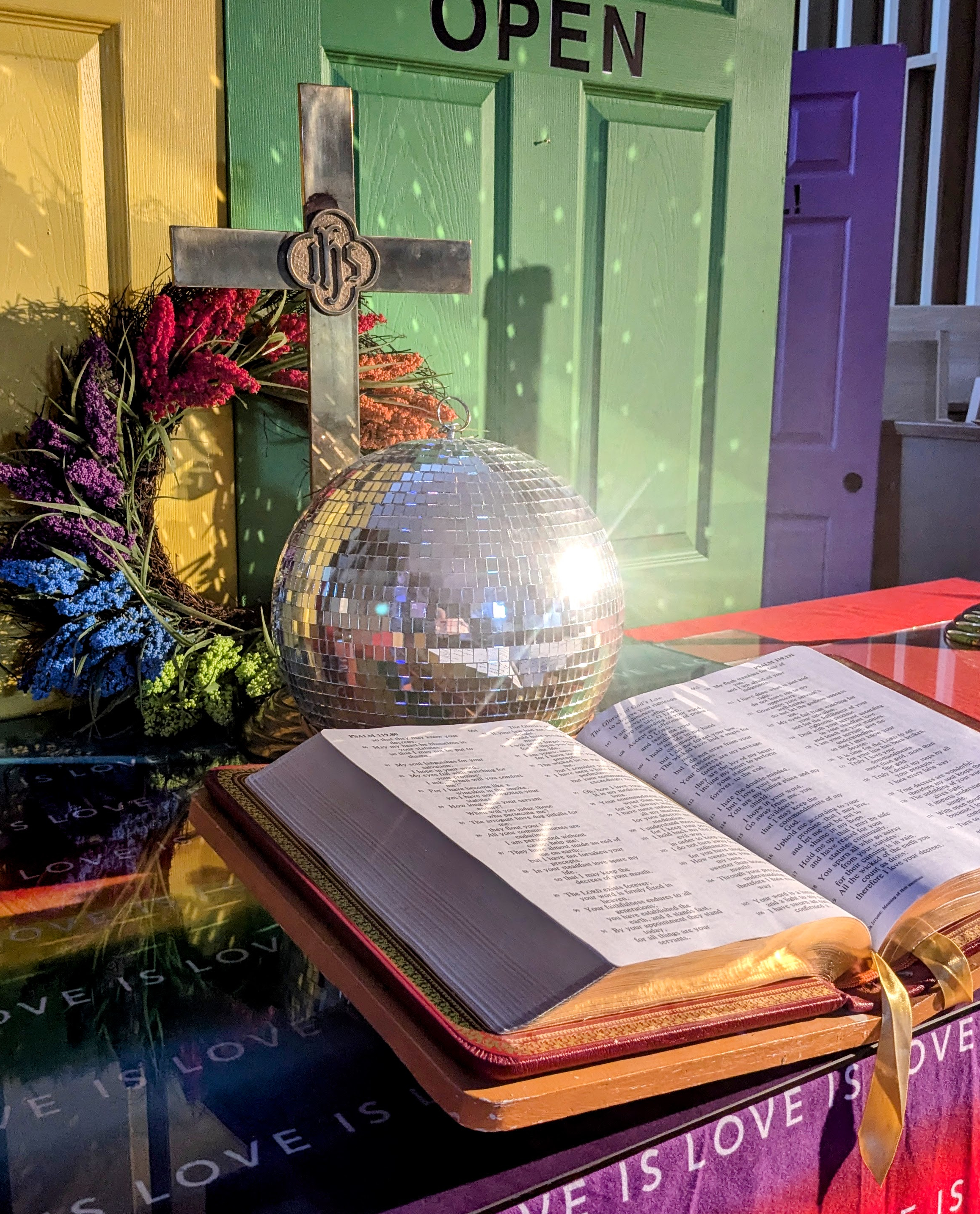
Un autel d'église décoré avec un drapeau arc-en-ciel et une boule à facettes.

Le terme queer peut être interprété comme regroupant trois définitions : interprété comme une expression équivalente au terme LGBT+, une action transgressive, et finalement l'effacement des limites et constructions sociales. En France, le terme queer désigne les minorités de genre et de sexualité tout en ayant une connotation politique. L'expression « transpédégouine » est également utilisée. En prenant compte de toutes ces définitions du therme queer, la théologie queer peut être comprise comme :
1. La théologie faite par, avec et pour les personnes LGBT+ afin de leur adapter les pratiques et institutions spirituelles.
2. La théologie qui défie toute normes sociales et culturelles de genre et de sexualité.
3. La théologie qui défie et déconstruit la norme en elle même les limites imposés historiquement contre les personnes queer mais plus généralement envers toutes les personnes considérés comme marginales, hors des normes à travers le prisme de la théorie queer.

La théologie queer est une théologie inclusive envers les diverses identités sexuelles et de genre et permet à la communauté LGBT+ de reconquérir leur place au sein de la Chrétienté et de se réapproprier l'Image de Dieu (en). De plus, selon Jennifer Purvis, queer désigne non seulement une diversité de genres et de sexualités non hétérosexuelles, mais aussi une posture de résistance, une attitude de questionnement et un ensemble de techniques et d'approches
Le terme remonte aux années 90 lorsque lorsque J. Michael Clark propose le terme « théologie gay pro-féministe » tandis que Robert Goss utilise le terme de « théologie queer ». 

## Histoire
Des auteurs comme Marcella Althaus-Reid s'inscrivent dans la tradition de la théologie de la libération. La théologie queer est apparentée aux courants féministes au sein de la théologie. 
Mary Elise Lowe propose une généalogie qui s'enracine dans la théologie de la libération de James H. Cone, Rosemary Radford Ruether et Gustavo Gutiérrez Merino, passe par les théologies gaies et lesbiennes de Lisa Scanzoni, John J. McNeill (en) et Robert Goss (en), et s'imprègne de théorie queer chez Michel Foucault, Jacques Derrida et Judith Butler.